# Cecil Healy
Cecil Patrick Healy (ur. 28 listopada 1881 w Darlinghurst, zm. 29 sierpnia 1918 podczas bitwy nad Sommą) – australijski pływak, wicemistrz olimpijski (1912) na dystansie 100 m stylem dowolnym oraz mistrz olimpijski w sztafecie 4 × 200 m stylem dowolnym.

## Wczesne lata
Jego ojciec był adwokatem. Cecil Healy urodził się w Darlinghurst, na przedmieściach Sydney, lecz później przeniósł się z rodziną do Bowral, gdzie ukończył szkołę. Wrócił do Sydney w 1896 roku, dołączył do East Sydney Swimming Club, którego członkiem był także Fred Lane. Healy był także członkiem North Steyne Surf Lifesaving Club.

## Kariera pływacka
W 1904 roku Healy przepłynął 100 jardów stylem dowolnym w 58 sekund, co było wtedy nieoficjalnym rekordem świata. Rok później, w 1905 roku, uzyskał ten czas na dystansie o 10 jardów dłuższym podczas mistrzostw Australii, co przyniosło mu pierwszy tytuł mistrzowski w karierze. Był prekursorem nowego sposobu pływania, tzw. kraula, który zadziwił pływaków klasycznych, którzy określili go jako nieelegancki.
W 1906 roku brał udział w nieoficjalnych igrzyskach w Atenach, gdzie zdobył brąz na dystansie 100 metrów stylem dowolnym. Wyścig ukończył za Amerykaninem Charlesem Danielsem i Węgrem Zoltánem Halmay. Oboje byli medalistami olimpijskimi z igrzysk w St. Louis.
Po tych zawodach startował w Europie, dając Europejczykom szanse zobaczenia kraula. Startował w Hamburgu (gdzie zdobył Puchar Cesarza), w Belgii, Holandii oraz w Wielkiej Brytanii. Wygrał konkurencje 220 jardów podczas mistrzostw brytyjskich, lecz został pokonany przez Danielsa na dystansie 100 jardów.
Po powrocie do Australii Healy miał roczną przerwę w startach. W 1908 roku wygrał 110 jardów, lecz nie mógł pojechać na igrzyska w Londynie z powodu braku funduszy. W 1909 i 1910 obronił swój tytuł Mistrza Australii. W 1911 pokonał jako pierwszy wicemistrza olimpijskiego z Londynu, Franka Beaurepaire, na dystansie 440 jardów. Z drugiej strony Harold Hardwick odebrał mu tytuł na 110 jardów w stylu dowolnym.
W 1912 roku Healy ukończył na trzecim miejscu wyścigi na 110, 220 i 880 jardów podczas australazjatyckich kwalifikacji olimpijskich na igrzyska w Sztokholmie.
W Sztokholmie Healy wystartował na dystansie 100 metrów stylem dowolnym, gdzie zdobył srebro, a wraz z Malcolmem Championem, Leslie Boardmanem i Haroldem Hardwickiem wygrał konkurencje sztafety 4 × 200 m stylem dowolnym.
Po igrzyskach startował w Europie, m.in. w Szkocji, gdzie pobił rekord świata Beaurepaire'a na 220 jardów o ponad trzy sekundy, po czym wrócił do Australii.